# Wiener Hausmusik
Wiener Hausmusik kam zu Beginn des 18. Jahrhunderts in Wien als eine neue Welle des Mäzenatentums auf, das Auswirkungen auf das musikalische Leben der Stadt hatte. Die adligen Kunstförderer luden immer wieder Musiker und Kapellen in ihre Schlösser ein, die dort meist vor einem ausgewählten Publikum neue Kompositionen darboten.
Während es ursprünglich fast einzig der kaiserliche Hof war, an dem die Musik eine Pflegestätte fand, (zum Beispiel durch die Gründung der Hofmusikkapelle durch Maximilian I. oder Opernaufführungen unter Leopold I. und Karl VI.), so ging die Musikliebe allmählich auf den hohen und niederen Adel über. So wirkten Haydn, Mozart und auch noch Beethoven unter ihren adligen Gönnern. Die charakteristische Blüte dieser engeren Verbindung der Künstler mit dem Adel ist vor allem die Kammermusik. Zu Anfang des 19. Jahrhunderts weitete sich diese Liebhaberei dann auch unter der bürgerlichen Schicht aus und erlebte ihren Höhepunkt im Biedermeier. Ein Kennzeichen dieser Hausmusik ist ihre leichte Spielbarkeit sowie eine kleine Besetzung.